# Zvone Dragan

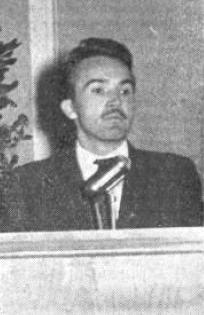
Zvone Dragan (ca. 1961)

Zvone Dragan (* 12. Mai 1939 in Mladje bei Krško, Königreich Jugoslawien) ist ein ehemaliger jugoslawischer bzw. slowenischer Politiker und Diplomat.

## Leben
Zvone Dragan studierte Wirtschaftswissenschaft an der Universität Ljubljana. Er trat 1958 dem Bund der Kommunisten Jugoslawiens (BdKJ) bei und hatte zunächst einige Parteifunktionen in Celje inne. Bei der Planung des Kernkraftwerkes Krško war er Vorsitzender der Vergabekommission, die Westinghouse als Technologielieferanten auswählte. Von 1968 bis 1974 sowie ab 1978 war er Mitglied des Zentralkomitees des slowenischen Landesverbandes des BdKJ. Von 1974 bis 1978 sowie ab 1979 war er Mitglied des Zentralkomitees des BdKJ auf Bundesebene.
Ab 1973 gehörte er der Regierung der SR Slowenien an. Als Nachfolger des verstorbenen Edvard Kardelj war er von 1979 bis 1984 Regierungsmitglied auf Bundesebene, wo er ab 1982 als Vizepräsident des Bundesexekutivrates einer der Stellvertreter der Regierungschefin Milka Planinc war. Unter anderem führte er die wegen einer Liquiditätskrise Jugoslawiens erforderlichen Verhandlungen mit dem Internationalen Währungsfonds. 1984 trat er aus gesundheitlichen Gründen zurück.
Nach seiner Genesung war er von 1985 bis 1989 jugoslawischer Botschafter in der Volksrepublik China. Danach war er Leiter der Abteilung für Westeuropa und Nordamerika im jugoslawischen Außenministerium.
Nach der Unabhängigkeit Sloweniens war er von 1992 bis 1998 slowenischer Botschafter in Tschechien, danach von 1999 bis 2003 in Polen.

## Veröffentlichungen (Auswahl)
- Enotni trg, 1974
- Društveno-ekonomski razvoj Jugoslavije i ostvarivanje politike ekonomske stabilizacije, 1982
- Jedinstveno jugoslovensko tržište, 1982
- Od politike do diplomacije, 2018, ISBN 978-961-287-094-2